# Église Sainte-Agnès du béguinage de Saint-Trond
L'église Sainte-Agnès du béguinage est une église gothique située sur le territoire de la ville belge de Saint-Trond, dans la province de Limbourg.

## Historique
L'église Sainte-Agnès est érigée peu après la fondation du béguinage en 1265 et est agrandie au début du XIVe siècle puis à nouveau au XVe siècle.
Les parties les plus anciennes de l'église (façade occidentale et quatre premières travées de la nef) datent de la seconde moitié du XIIIe siècle et présentent les caractéristiques du style roman tardif et du style gothique précoce.
Le chœur est ensuite érigé au XIVe siècle et les quatre dernières travées de la nef au XVe siècle.
Une première campagne de restauration a lieu de 1934 à 1945, suivie d'une deuxième, entamée en 1975.

## Classement
L'église fait l'objet d'un classement au titre des monuments historiques depuis le 30 décembre 1933 et figure à l'Inventaire du patrimoine immobilier de la Région flamande sous la référence 23022.